# Feuerwehr Stralsund
Die Feuerwehr Stralsund mit Sitz am Fährwall 18 ist verantwortlich für den Brandschutz und die Technische Hilfeleistung in der Stadt Stralsund sowie für die Brandbekämpfung und technischen Hilfe auf See. Sie besteht aus einer Berufsfeuerwehr (BF) und einer Freiwilligen Feuerwehr (FF). Darüber hinaus besteht eine Werkfeuerwehr (WF) auf der Volkswerft Stralsund.

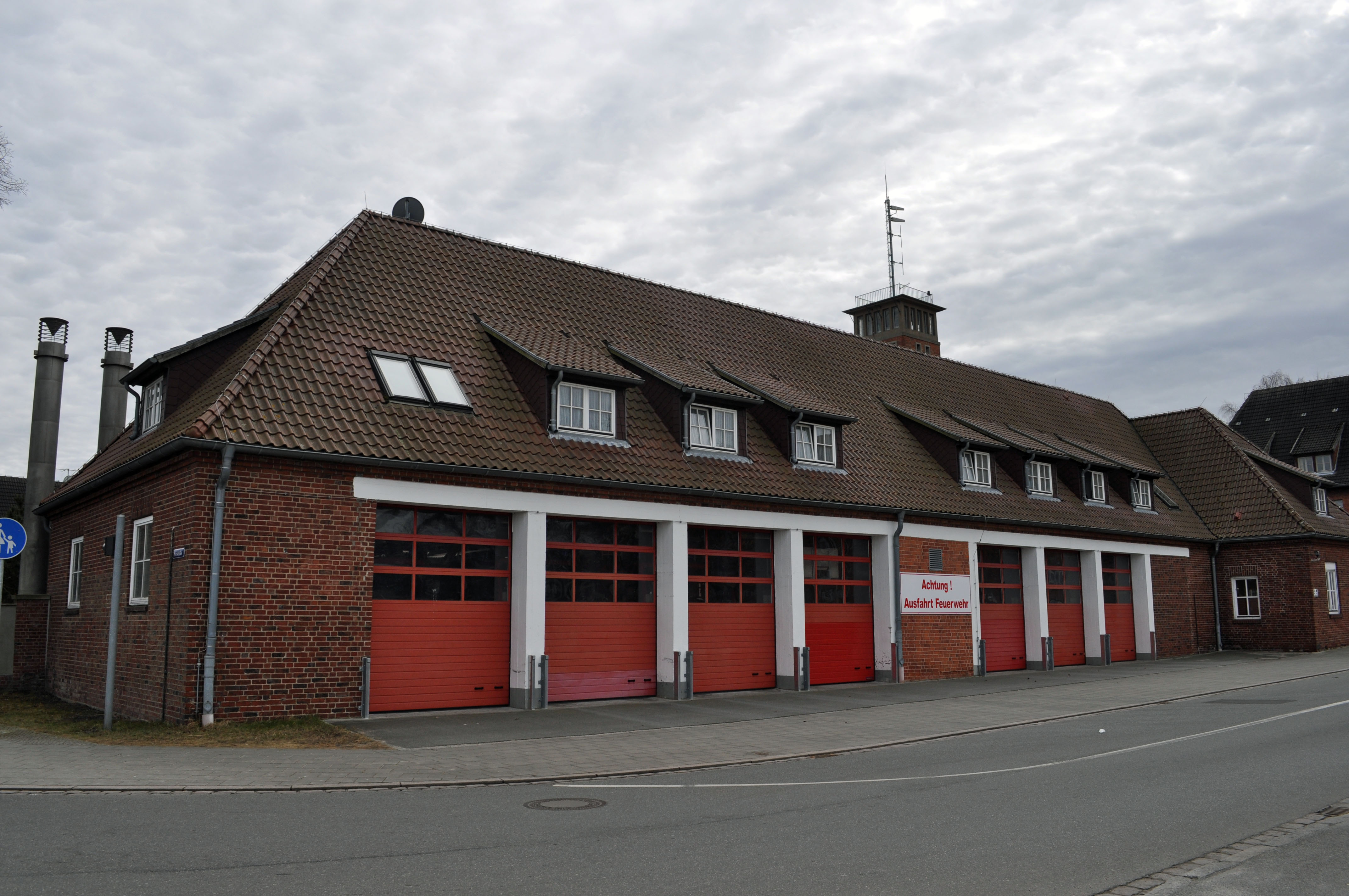
Denkmalgeschützte Feuerwache der Berufsfeuerwehr Stralsund (2012)

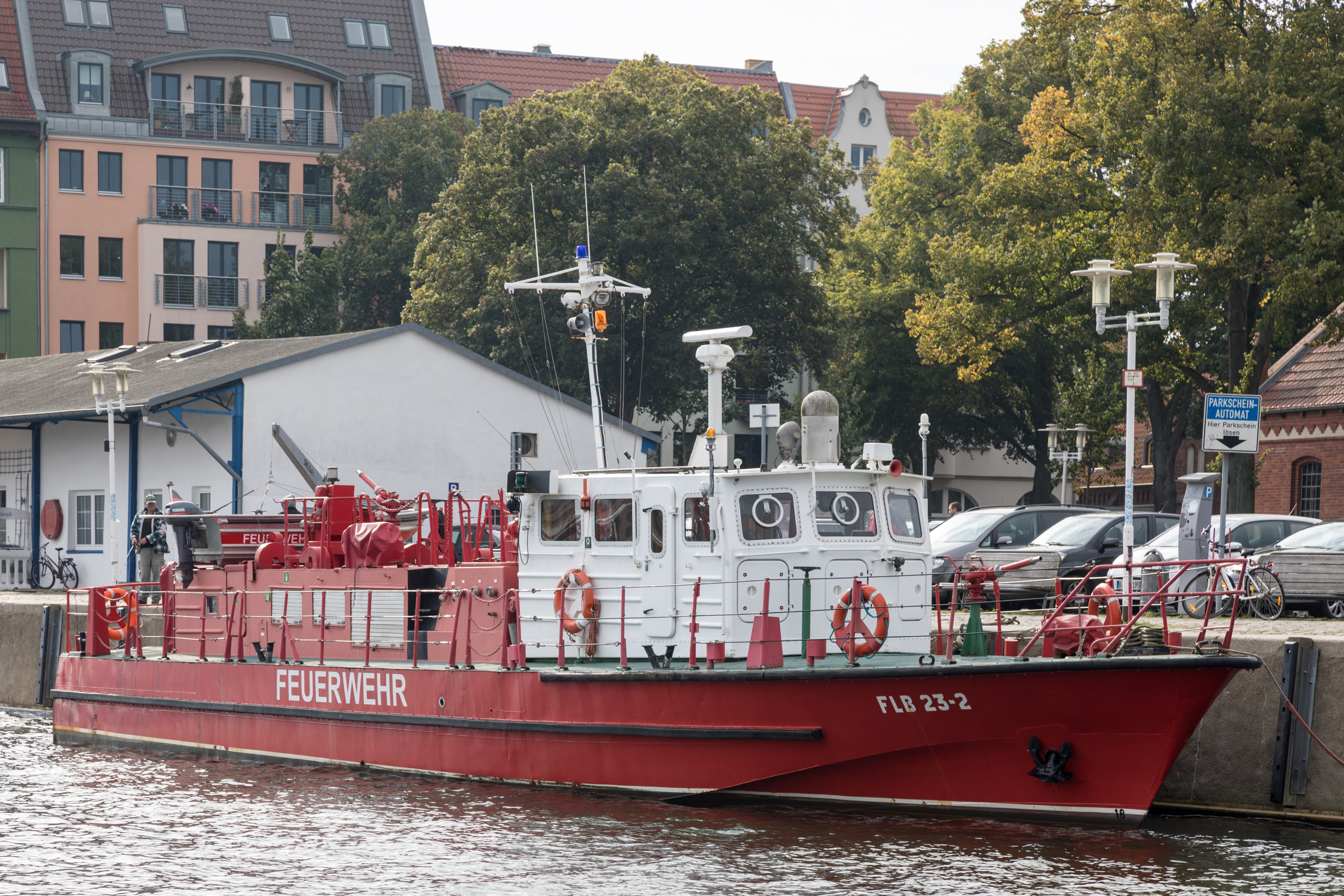
Feuerlöschboot (FLB 23-2) Baujahr 1963 der Feuerwehr Stralsund im Hafen von Stralsund

## Geschichte
Seit dem Jahr 1770 und bis zur Gründung der Berufsfeuerwehr Stralsund im Jahr 1883 wurde der Brandschutz durch verschiedene Vorgängerorganisationen sichergestellt. Diese setzten sich zusammen aus verschiedenen hauptberuflichen und freiwilligen Einsatzkräften. Im Jahr 1770 wurde erstmals ein Feuermeister und zwei Nachtwächter hauptamtlich beschäftigt, ab 1815 wurden diese Aufgaben durch eine Feuerpolizei übernommen. Im Stralsunder Rathaus wurde 1856 eine rund um die Uhr und mit drei Mann besetzte hauptamtliche Feuerwache eingerichtet. Zu diesem Zeitpunkt wurde der Brandschutz durch eine Pflichtfeuerwehr, eine Rettungsmannschaft unter der Leitung eines Polizeiinspektors sowie ein Rettungscorps, bestehend aus Maurer- und Zimmerergesellen unter Leitung eines Feuermeisters, sichergestellt.
Nach Gründung der Berufsfeuerwehr wurde auf die Gründung einer Freiwilligen Feuerwehr zunächst verzichtet. Im Jahr 1913 bestand die Stralsunder Berufsfeuerwehr aus einem Brandinspektor, einem Feldwebel und fünf Feuerwehrleuten. Nachdem im Jahr 1956 das erste Brandschutzgesetz der DDR in Kraft trat, wurde 1959 durch den Rat der Stadt Stralsund die Gründung der Freiwilligen Feuerwehr beschlossen; die Einsatzstärke sollte im Gründungsjahr 30 Mann betragen. Zum Zeitpunkt der Gründung traten dann 21 Freiwillige ihren Dienst an. 1961 war die Freiwillige Feuerwehr Stralsund mit einem Motorspritzenanhänger und einem Löschfahrzeug LF 8/TSA vollständig einsatzbereit. Nach der Übernahme eines zweiten Löschfahrzeugs im Jahr 1962 wurde auch die geforderte Stärke von 30 Feuerwehrleuten erreicht. Im Leistungsvergleich der Freiwilligen Feuerwehren der DDR wurde die FF Stralsund im Jahr 1965 DDR-Meister. Im Jahr 1979 wurde das erste neue Tanklöschfahrzeug von Typ W 50 übernommen. Im Jahr 1990 wurde die Feuerwehr als eine der ersten in den neuen Bundesländern als kommunale Einrichtung übernommen.
In den 1990er Jahren begann ein massiver Ausbau der Feuerwache. Zunächst erfolgte die Errichtung eines neuen Gebäudes mit Fahrzeughallen, Schlauchlager, Schlauchwaschanlage, Sanitär- und Schulungsräumen. Im Jahr 2010 wurde der Grundstein für ein neues Sicherheitstechnisches Zentrum mit Freiwilliger Feuerwehr und Rettungskräften von DRK, ASB, DLRG und Johannitern unter einem Dach gelegt. Am 1. Februar 2013 konnte das Sicherheitstechnische Zentrum offiziell übergeben werden.

## Standort
Sitz der Feuerwehren ist ein Gelände mit der Adresse Fährwall 18 (⊙) bzw. Seestraße im Stadtgebiet Altstadt.
Im Jahr 2024 gibt es Planungen, den Standort in die Feldstraße im Stadtgebiet Tribseer zu verlegen.

## Berufsfeuerwehr
Die Berufsfeuerwehr besteht aus etwa 60 aktiven Beamten im feuerwehrtechnischen Dienst.

## Freiwillige Feuerwehr
Die FF Stralsund ist im Sicherheitstechnischen Zentrum in der Seestraße 8–9 (⊙) stationiert. Die Einsatzkräfte werden über Funkmeldeempfänger alarmiert. Der FF Stralsund ist jeweils eine Jugendfeuerwehr sowie eine Kinderfeuerwehr angegliedert. Zur Unterstützung der Freiwilligen Feuerwehr wurde im Jahr 1996 der Förderverein der Freiwilligen Feuerwehr der Hansestadt Stralsund e.V. gegründet.

### Ausrüstung
- Kommandowagen
- Einsatzleitwagen ELW 1
- Tanklöschfahrzeug TLF 4000
- Tanklöschfahrzeug TLF 16/25
- Drehleiter DLK 23/12
- Löschgruppenfahrzeug LF 8/6
- Schlauchwagen 2000
- Löschgruppenfahrzeug LF 20 KatS (Ein Löschgruppenfahrzeug des Katastrophenschutzes)
- Fahrzeug – Dekontaminationsschleuse
- Mannschaftstransportfahrzeug MTF

## Werkfeuerwehr Volkswerft Stralsund
Auf dem Gelände der Volkswerft Stralsund wurde eine Betriebsfeuerwehr unterhalten. Auch nach der Umwandlung der ehemaligen Werft in einen Gewerbepark existiert dort weiterhin die Werft-Feuerwehr. Aufgaben wurden von 1997 bis 2018 von ObjektControl, einem Unternehmen, das sich im Jahr 1997 aus der Werkfeuerwehr der Volkswerft Stralsund heraus privatisiert hat, wahrgenommen. Seit 2018 wird die Werkfeuerwehr durch das Unternehmen Kötter Fire & Service betrieben.